# François Baudouin
François Baudouin, Bauduin o Balduin, in latino Franciscus Balduinus (Arras, 1º gennaio 1520 – Parigi, 24 ottobre 1573), è stato un giurista, teologo e umanista francese.
Transitò tra cattolicesimo e protestantesimo cercando di mettere la sua erudizione al servizio della pace religiosa.

## Biografia
Nato nel 1520 ad Arras (allora città dei Paesi Bassi spagnoli), suo padre Antoine e suo nonno Philippe erano procuratori fiscali nel consiglio di Artois. Condusse briillanti studi in giurisprudenza all'Università di Lovanio, in particolare con Gabriel Mudaeus; si trasferì a Parigi nel 1540, dove fu ospite di Charles Dumoulin. Nel 1545 si imbatté in una vicenda sfortunata: quando il calvinista Pierre Brully fu condannato dall'inquisizione di Tournai e arso sul rogo (19 febbraio 1545), Baudouin fu accusato di averlo incontrato ad Arras e fu convocato dagli inquisitori; avendo ignorato questa convocazione, fu condannato all'esilio perpetuo dai Paesi Bassi spagnoli e alla confisca delle sue proprietà.
Viaggiò quindi in Germania e Svizzera: a Strasburgo conobbe Martin Bucer; a Ginevra conobbe Giovanni Calvino e divenne anche per breve tempo suo segretario (tuttavia alcuni anni dopo i due dovettero dibattere aspramente per iscritto). Nel 1548 si stabilì a Bourges, dove insegnò diritto insieme a Éguiner Baron - che gli conferì il dottorato in legge il 13 marzo 1549 - e François Le Douaren.
Era sposato con una certa Catherine Biton, vedova di Philippe Labbé, ed ebbe da lei una figlia di nome anch'essa Catherine. Nel 1555, essendo in cattivi rapporti con Le Douaren, abbandonò l'Università di Bourges per quella di Heidelberg (venendo sostituito da Jacques Cujas).
Rientrato in Francia all'inizio del 1561, assieme all'erede del conte Palatino, che venne a congratularsi con Carlo IX della sua venuta, si legò quindi al re di Navarra e al principe di Condé; sostenne nel conflitto religioso dell'epoca, in particolare al Colloquio di Poissy (settembre 1561), le posizioni degli irenisti e dei moyenneurs ("mediatori"), come il suo amico Georges Cassander, contribuendo a questa disputa con la sua erudizione storica e legale. La sentenza contro di lui nei Paesi Bassi spagnoli fu revocata il 27 maggio 1563, per intervento di Massimiliano di Berghes, arcivescovo di Cambrai, e di amici altolocati, ma al prezzo di dure condizioni, che accettò. Dovette recarsi a Lovanio nel luglio del 1563 per abiurare i suoi "errori" e ritirarsi per iscritto. In seguito divenne professore all'Università di Douai. Nel 1564 incontrò il Principe di Orange a Bruxelles e discusse con lui il modo di ristabilire la pace religiosa.
Dopo l'arrivo del duca di Alva e l'istituzione del Consiglio dei torbidi, nel 1567 Baudouin, temendo ripercussioni, tornò in Francia. Nel 1568 fu nominato maestro di petizioni della sede del duca d'Angiò, fratello del re, e dal 1569 insegnò all'Università di Angers. Dopo la notte di San Bartolomeo (agosto 1572) gli fu chiesta una giustificazione per tale atto, ma egli lo difese energicamente, secondo il presidente Thou. Apparentemente il Duca d'Angiò non gliene volle, e quando fu eletto re di Polonia (maggio 1573) nominò Baudouin consigliere di Stato. Tuttavia Baudouin morì di malattia nell'ottobre successivo, a 53 anni, prima della partenza del seguito del nuovo re che ebbe luogo a dicembre. Secondo padre Jean-Noël Paquot, morì perfettamente cattolico, sorvegliato dal gesuita spagnolo Juan de Maldonado. Fu sepolto nella cappella del convento dei Mathurins. La tradizione afferma che sarebbe passata sette volte dal cattolicesimo al protestantesimo e viceversa durante la sua vita, anche se non appare una stima rigorosa.

## Opere

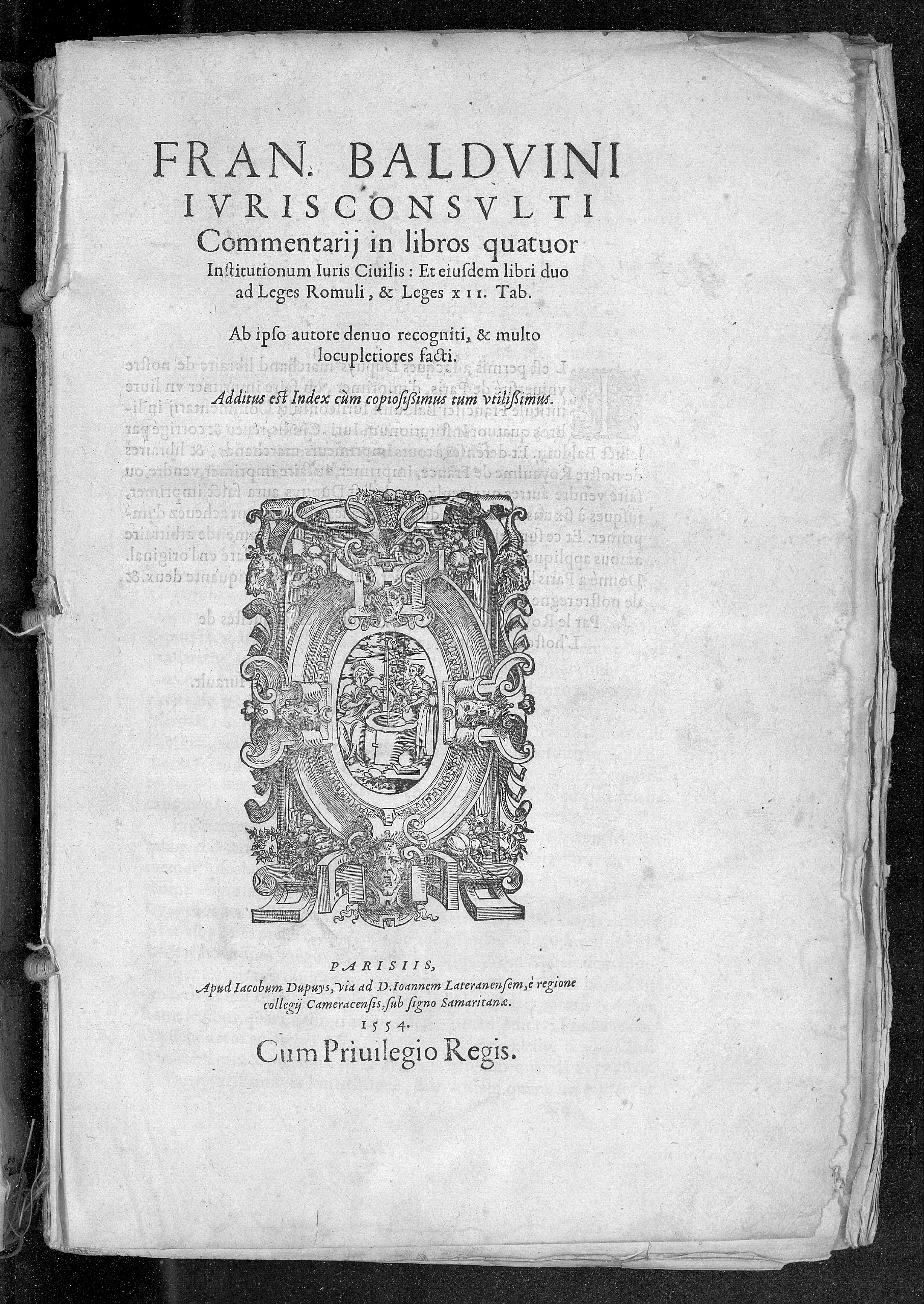
Commentarii in libros quatuor Institutionum Iuris Civilis, 1554

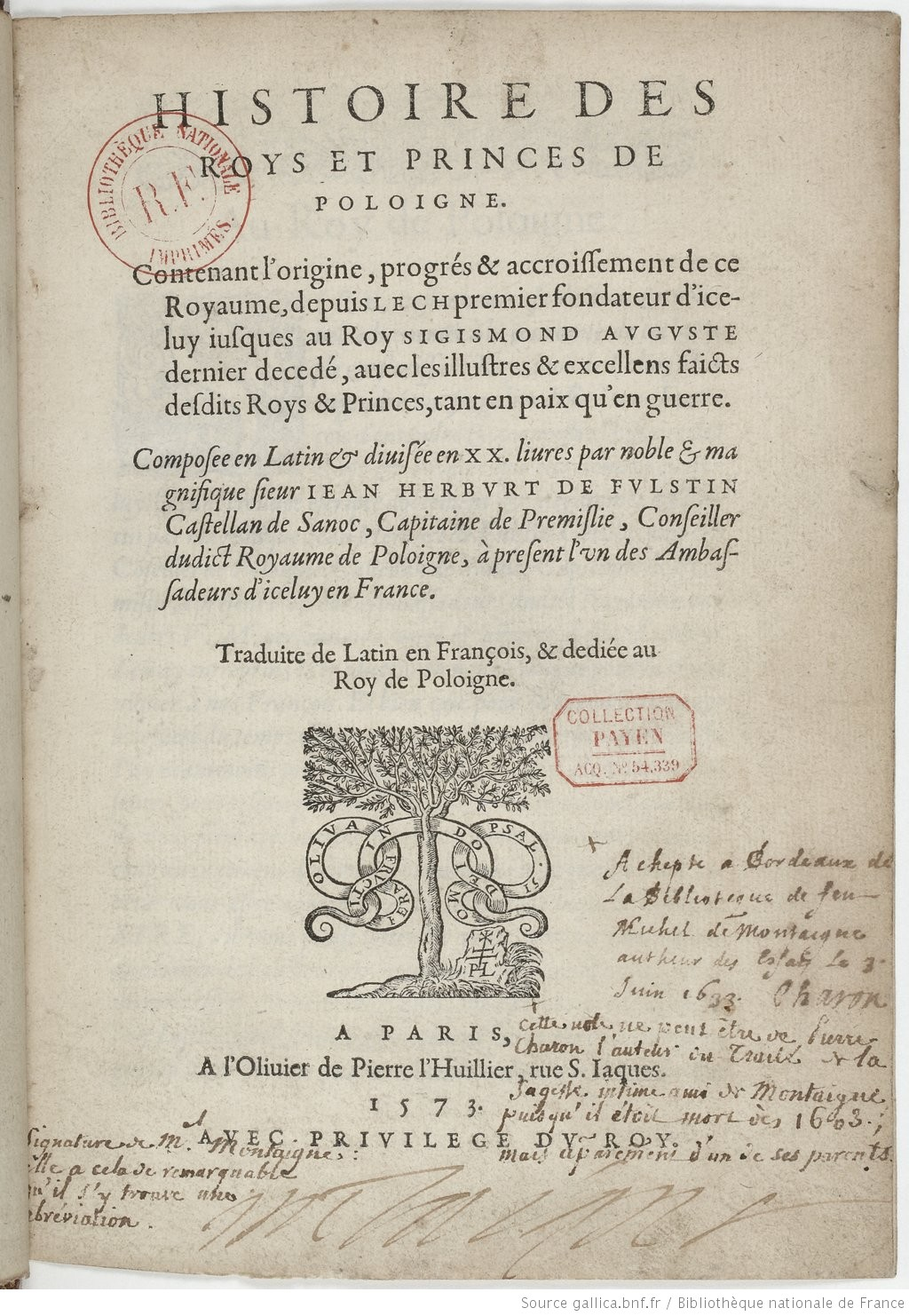
Histoire des roys et princes de Poloigne, Jean Herburt de Fulstin, tradotto dal latino da Bauduin

- Justiniani, sacratissimi principis, leges de re rustica. Ejusdem Justiniani Novella constitutio prima de hæredibus et lege Falcidia. Cum Latina interpretatione et scholiis F. Balduini, Paris et Louvain, 1542, in-4.
- F. Balduini Atrebatis jurisconsulti in suas annotationes in libros quattuor Institutionum Justiniani imp. prolegomena sive præfatio de jure civili, Paris, 1545, in-4.
- Justinianus, sive de jure novo commentariorum libri IV, Paris, 1546, in-12 (o in-8 all'epoca).
  - (LA) Commentarii in libros quatuor Institutionum Iuris Civilis, Paris, Jacques du Puys, 1554.
- Breves commentarii in præcipuas Justiniani imp. Novellas, sive authenticas constitutiones, Lyon, 1548, in-4.
- Ad leges Romuli regis. Ejusdem commentarii de legibus XII tabularum, Paris, 1554, in-folio; Bâle, 1557, in-8.
- Constantinus Magnus, sive de Constantini imp. legibus ecclesiasticis atque civilibus commentariorum libri II, Bâle, 1556, in-8.
  - (LA) Constantinus Magnus, Leipzig, Ernst Gottlob Krug, 1727.
- Catechesis juris civilis, Bâle, 1557, in-8.
- Commentarius ad edicta veterum principum Romanorum de Christianis, Bâle, 1557, in-8.
- (LA) Commentarius de iurisprudentia Muciana, in-8, Basel, Johann Oporinus, 1558.
- M. Minucii Felicis Octavius restitutus, Heidelberg, 1560, in-8 (vera editio princeps del testo, precedentemente considerato come l'ottavo libro di Adversus nationes di Arnobe).
- De institutione historiæ universæ et ejus cum jurisprudentia conjunctione prolegomenon libri II, Paris, 1561, in-4.
- Ad leges de famosis libellis et de calumniatoribus commentarius, Paris, 1562, in-4 (virulento pamphlet contro Calvino).
- Responsio altera ad J. Calvinum, Paris, 1562, in-8.
- Ad leges majestatis, sive perduellionis, libri II, Paris, 1563, in-8.
- S. Optati libri VI de schismate Donatistarum, Paris, 1563, in-8.
- Discours sur le faict de la réformation de l'Esglise, 152/5000; pubblicato anonimo in latino e francese nel 1564 dopo l'incontro con Guglielmo d'Orange; testo proibito nel territorio spagnolo 28 maggio 1565.
- Disputatio adversus impias Jacobi Andreæ theses de majestate hominis Christi, Paris, 1565, in-8.
- Panégiric de F. Balduin sur le mariage du Roi, Angers, 1571, in-4.
- Histoire des roys et princes de Poloigne, composée en latin et divisée en XX livres,Jean Herburt de Fulstin, tradotto in francese dal latino da François Baudouin, Paris, 1573
- Notes sur les coutumes générales d'Artois, Paris, 1704, in-4.
- Traité de la grandeur et excellence de la maison d'Anjou (manoscritto, BnF ms. fr. 9864).